# Czorne
Czorne (ukr. Чорне) – wieś na Ukrainie, w obwodzie charkowskim, w rejonie kupiańskim, w hromadzie Wilchuwatka. W 2001 liczyła 455 mieszkańców.